# Aston Martin Music
Aston Martin Music est le troisième single du quatrième album studio du rappeur Rick Ross, Teflon Don. La chanson est sortie en single le 5 octobre 2010. La chanson, qui a été produite par la Ligue J.U.S.T.I.C.E., comprend les voix de l'artiste canadien Drake et de la chanteuse américaine Chrisette Michele. 

## Vidéo de musique

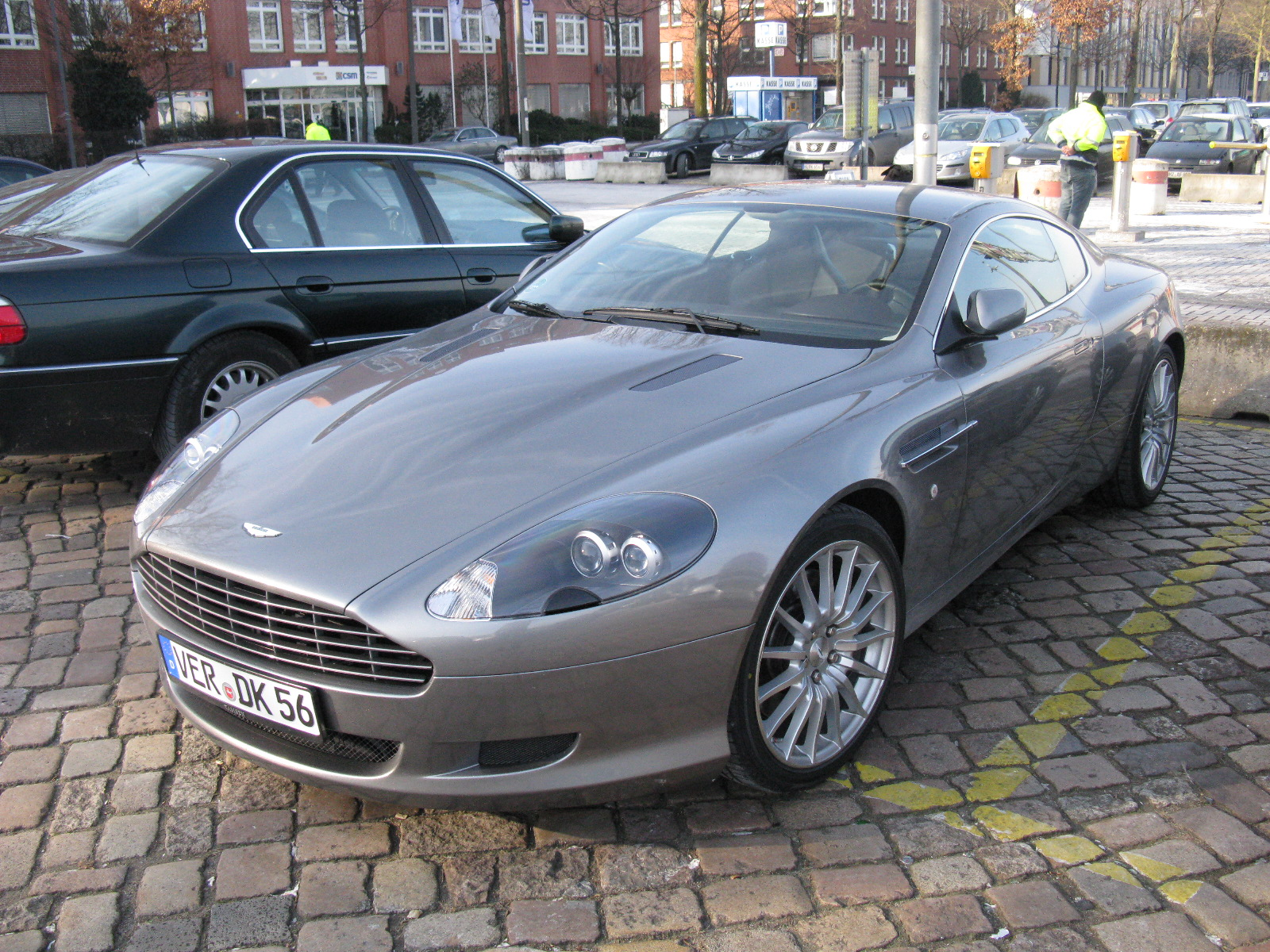
Aston Martin DB9, semblable à celle utilisée dans le clip.

Réalisé par Gil Green, le vidéoclip a été présenté en première sur l'émission "106 & Park" de BET le 13 octobre 2010. La vidéo, filmée à Miami, en Floride, contient des modèles d'Aston Martin, dont la V8 Vantage Volante, la DBS V12 Volante, la DB9 Volante et la Rapide. Drake et Chrisette Michele figurent dans la vidéo ainsi qu'un camé du rappeur Birdman. Tout commence avec un jeune Rick Ross déterminé à posséder une Aston Martin et à mener une vie luxueuse. Tout au long de la vidéo, des scènes de l'amant de Ross et de son dilemme sont jouées. L'intrigue de la vidéo montre l'amant de Rick Ross qui se fait prendre par la DEA et qui trouve Rick Ross en train d'attendre avec une Aston Martin qu'elle conduira lorsqu'elle sera libérée. Le modèle principal qui joue le rôle de la femme de Ross est Tracey Thomas.  

## Interpolation
La chanson interpole les paroles du single "I Need Love" de LL Cool J en 1987. 